# Dvapara Yuga
Nella religione induista, il Dvāpara Yuga (devanagari: द्वापर युग) è la terza delle quattro ere di evoluzione del mondo (yuga), corrispondente all'età del bronzo.

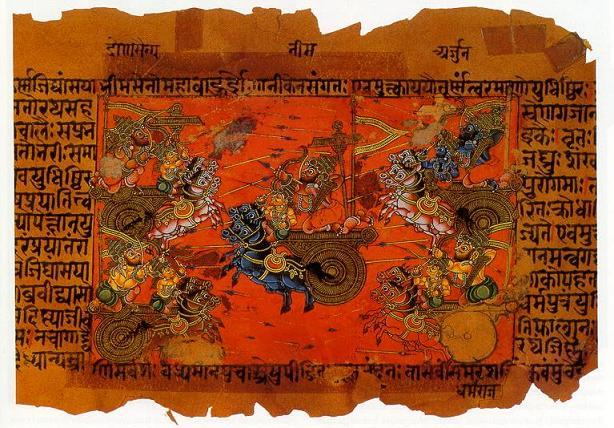
Secondo la credenza indù, gli eventi del Mahābhārata illustrati in questo manoscritto hanno avuto luogo nel Dvapara Yuga.

## Caratteristiche
Durante il Dvapara Yuga l'essere umano può sviluppare capacità intellettive solo fino al 50% del suo potenziale, tra cui la comprensione della dimensione sottile dei corpi, anteriore alla loro manifestazione materiale.
Il Dvāpara Yuga ha una durata di 2.400 anni divini. La sua alba e il suo tramonto (ovvero i suoi sandhi) hanno entrambi la stessa durata di 200 anni divini, per un totale di 200+2.000+200=2.400 anni divini equivalenti a 864.000 anni umani.
Secondo il mestro spirituale Sri Yukteswar, invece, questi 2.400 anni andrebbero intesi come anni effettivi umani: nel 1899, in particolare, avrebbe avuto termine il periodo di transizione di 200 anni del Dvāpara Sandhi, e sarebbero iniziati i 2.000 anni del Dvāpara Yuga.
Secondo l'esoterista René Guénon gli anni indicati nei dati tradizionali sarebbero simbolicamente esagerati al fine di sviare i profani. Facendo comparazione con dati di altre tradizioni, indica per il Dvāpara Yuga la durata di 12960 anni che corrisponde all'incirca alla metà di un ciclo di precessione degli equinozi.